# Icterus wagleri
El turpial cuñarra (Icterus wagleri), también conocido como turpial culinegro, bolsero de Wagler, calandria de Waglero chorcha de cola negra, es una especie de ave paseriforme de la familia Icteridae propia de América Central y México. Se distinguen dos subespecies reconocidas.

## Distribución y hábitat
Es nativo de Nicaragua, Honduras, El Salvador, Guatemala, México. Su hábitat natural se compone de bosque subtropical y tropical.

## Subespecies
Se reconocen las siguientes subespecies, incluyendo la subespecie tipo:
- Icterus wagleri castaneopectus Brewster, 1888
- Icterus wagleri wagleri P. L. Sclater, 1857